# Burkart Philipp
Burkart Philipp (* 8. Februar 1925 in Pirna; † 9. März 2015) war ein deutscher Chemiker (makromolekulare Chemie, Polymerchemie).

## Leben
Philipp studierte ab 1947 Chemie an der TH Dresden mit dem Diplom 1950 und der Promotion 1952. Er hörte an der TH Dresden u. a. bei Kurt Schwabe. Ab 1953 war er Oberassistent am Institut für Faserstoffforschung der Deutschen Akademie der Wissenschaften in Teltow-Seehof, wo er sich mit Kunstfasern auf Cellulose-Basis befasste. 1956 habilitierte er sich an der TH Dresden und hielt dort Vorlesungen. 1965 bis 1971 lehrte er auch als Professor an der TH Magdeburg. 1971 wurde er Professor für Polymerchemie an der TU (vorher TH) Dresden. Seit 1969 war er Direktor des Instituts für Faserstoffforschung (später umbenannt in Institut für Polymerenchemie) der Akademie der Wissenschaften der DDR. 1981 wurde er als Institutsdirektor aus politischen Gründen abgesetzt, aber 1990 auf Druck der Institutsmitarbeiter wieder eingesetzt. Von 1980 bis 1985 war er Vorsitzender der Chemischen Gesellschaft der DDR. Er war am Aufbau des Max-Planck-Instituts für Kolloid- und Grenzflächenforschung in Teltow-Seehof beteiligt.
1993 erhielt er das Bundesverdienstkreuz 1. Klasse der Bundesrepublik Deutschland. 1994 erhielt er den Hermann-Staudinger-Preis.

## Schriften
- Grundlagen der makromolekularen Chemie. Akademie Verlag, 1964 (2. Auflage Vieweg/Teubner, 1976).
- mit Manfred Rätzsch: Neue Ergebnisse der Polymerforschung. 1983.
- mit Dieter Paul: Achtzig Jahre Polymerkolloidforschung in Teltow-Seehof. Knof, Nehmten 2001.